# Verkehrswelt
Verkehrswelt bezeichnet die Gesamtheit der Anlagen, Fahrzeuge, Ereignisse, Begegnungen und Handlungen sowie die damit verbundene Informationstechnologie, die das Bewegen im öffentlichen Raum betreffen.

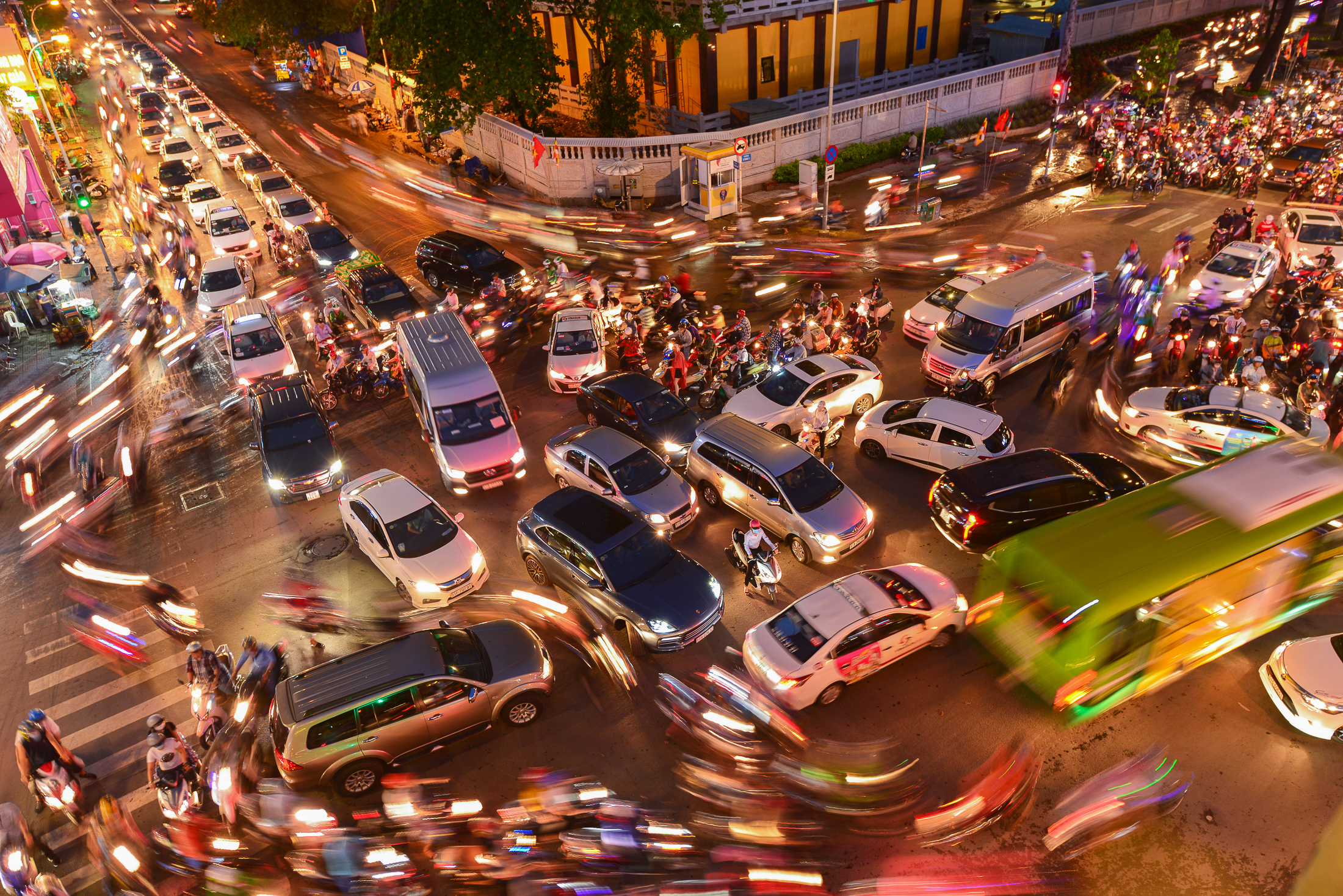
Chaotische Verkehrswelt (Ho Chi Minh Stadt, Vietnam 2019)

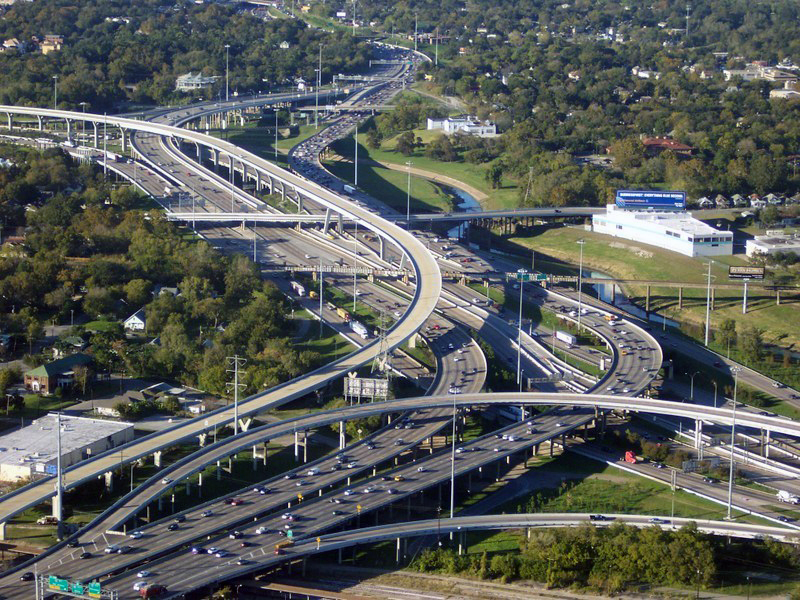
Geregelte Verkehrswelt (Houston, US-Bundesstaat Texas 2009)

## Historisches
In dem Sammelband von Karl Keil aus dem Jahr 1864 über die drei großen Erfindungen des 19. Jahrhunderts findet der Begriff Verkehrswelt erstmals im Zusammenhang mit der Erfindung der Telegrafie Verwendung: „Noch einleuchtender sind die Vortheile, welche Deutschland über die ganze Verkehrswelt in Europa errungen hätte, wenn Soemmerring’s Erfindung der elektrischen Telegraphie zuerst bei uns verstanden und in’s Große ausgeführt worden wäre. Wie mit der Schiffsschraube, war mit der Telegraphie Deutschland dem Ausland um 20-30 Jahre voraus!“
Der Verkehrshistoriker Eugen Hartmann benutzt den Begriff in seiner Monographie von 1868 zur Charakterisierung der Zuständigkeiten im Handels-, Zoll-, und Postwesen: „Die deutsche Bundesakte überließ die innere Anordnung derjenigen Angelegenheiten, welche die vielen Gemeinwesen zu einer Verkehrswelt verbinden, Handels- und Zollwesen, Verkehrseinrichtungen überhaupt und Postwesen insbesondere der Einsicht und Fürsorge der Einzelregierungen.“
Der Begriff ist literarisch auch in dem Roman Die neuen Serapionsbrüder von Karl Gutzkow aus dem Jahr 1877 (Faksimile 1923) belegt. Er beschreibt dort den Beitrag des jüdischen Unternehmertums zur Ausgestaltung des europäischen Verkehrswesens: „Dann ist das Judenthum nach langer Absperrung wie mit eingestemmten Armen in die Verkehrwelt eingedrungen und hat in den Gründungen und Consortien mit einem auf germanischem Boden ganz neuen Geschrei und mit seinen Geldmitteln das Unglaublichste geleistet.“

## Phänomen
Die Verkehrswissenschaften, etwa das Teilgebiet Verkehrspädagogik, verstehen unter dem Begriff Verkehrswelt alle Einrichtungen, Transportmittel, Regelungen, Aufgaben und Probleme, die mit den Bewegungen und Begegnungen im öffentlichen Raum zu tun haben. Die Verkehrswelt stellt sich im Wesentlichen als Personen- und Warenverkehr dar. Durch das Informationsbedürfnis der Verkehrenden und für das reibungslose Funktionieren der Verkehrssysteme ist die Verkehrswelt auch mit der Übermittlung von Daten und Nachrichten verbunden. Insofern gehören neben den Verkehrsteilnehmern, den Verkehrsmitteln und den regulierenden Anlagen auch informelle Kommunikationsformen zur Verkehrswelt. So unterstützt etwa heute  die sogenannte Verkehrstelematik, das ‚Intelligent Transportation System’ (ITS), die Koordinierung der verschiedenen Verkehrssysteme des Straßen-, Schienen-, Schiffs- und Luftverkehrs. Schon im 19. Jahrhundert erfuhr die Verkehrswelt mit der Erfindung der Telegrafie in diesem Bereich der Informationstechnologie einen gewichtigen Entwicklungsschub.
Ähnlich den Wortbildungen Kinderwelt, Spielwelt, Erwachsenenwelt, Filmwelt oder Gelehrtenwelt bezeichnet der Begriff Verkehrswelt einen komplexen, in sich geschlossenen, von anderen abgrenzbaren Lebensbereich. Dieser ist dadurch charakterisiert, dass in ihm Bewegungen von Personen und Gütern stattfinden, Ortswechsel vollzogen werden und verbindliche Regularien gelten, die ein reibungsloses Funktionieren der Abläufe gewährleisten sollen.

## Verkehrswelt im Museum
Verkehrsmuseen dienen dazu, Verkehrswelten der Vergangenheit forschungsbasiert aufzuarbeiten, interessierten Besuchern anschaulich zu präsentieren und weitere Studien zu ermöglichen. Dazu hat etwa die Museumsdirektorin Bettina Gundler mit ihren Mitarbeitern ein Konzept für das neue Verkehrszentrum des Deutschen Museums auf der Münchner Theresienhöhe erstellt und in einem Sammelband unter dem Titel Unterwegs und mobil: Verkehrswelten im Museum publiziert. Es geht den Autoren darum, die vielfältigen Systeme und Probleme der Verkehrswelt von gestern bis in die Gegenwart und ausgewählte Ergebnisse der Verkehrsforschung dazu aufzugreifen und im Verbund von „Ausstellung und Forschung zu verknüpfen“. Das Museum soll so zu einer „forschungsbasierten Schnittstelle [werden], an der Wissenschaft und Technik den Dialog mit der Öffentlichkeit führen“.

## Abgrenzungen zu anderen Welten

### Verkehrswelt und Privatwelt
Als öffentlicher Lebensbereich lässt sich die Verkehrswelt von der sogenannten ‚häuslichen Welt’ abgrenzen: Der öffentliche Verkehrsraum beginnt dort, wo der private Bereich endet. Die räumlichen Unterschiede, anderen Distanzen und Bewegungsformen sowie die Differenzierung von Öffentlichkeit und Privatsphäre legen es nahe, dass in beiden Lebensräumen unterschiedliche Bedingungen der Begegnung, der Selbstbestimmung und entsprechend angepasste  Kommunikations- und Kooperationsformen herrschen.

### Verkehrswelt und Kinderwelt
Nach Auffassung des Verkehrspädagogen Dieter Mutschler hat sich die moderne Verkehrswelt mit ihrer Dynamik, Hektik, mit ihrem erheblichen Gefahrenpotenzial und dem von Erwachsenen geschaffenen Regelwerk von der Welt der Kinder und ihren Bedürfnissen entfernt und ihr natürliches, vom Spiel bestimmtes Verhalten verändert. In Anbetracht der divergierenden Ansprüche von Verkehrswelt und Kinderwelt, der Verkehrswelt mit ihren Anforderungen an reibungslose schnelle Ortsveränderungen und den gleichberechtigten der Kinder an hausnahe Spielräume und geschützte selbstständige Verkehrsteilnahme, sind Kompromisse angesagt. Der Didaktiker Siegbert A. Warwitz diskutiert dazu von der schwächeren Position des Kindes aus die Vor- und Nachteile von drei Alternativen: „Soll das Kind an den Verkehr oder soll der Verkehr an das Kind angepasst werden oder sollte man beide voneinander trennen?“
Es ist jedoch für die Verkehrspädagogik unausweichlich, dass Kinder und Jugendliche, wenn sie sich in der gemeinsamen Verkehrswelt selbstständig bewegen können und als gleichberechtigte Verkehrsteilnehmer akzeptiert werden sollen, notgedrungen einen Teil ihres Kindseins ablegen, Jugendliche ihren oft noch starken Spieltrieb zu zügeln lernen müssen. Verkehrswelt ist ein „Ort, an dem es ein Stück Erwachsenenwelt anzueignen gilt“. Dabei ist es nach dem Erkenntnisstand der heutigen Didaktik sinnvoll, ihnen nicht lediglich das fertige Konzept und die bereits festgelegten Regeln des Erwachsenenverkehrs zu präsentieren und zur Aneignung aufzuerlegen, sondern von den Denkweisen und Erfahrungen der Heranwachsenden auszugehen und diese kreativ und verkehrsgerecht in Richtung eines partnerschaftlichen sicheren Verkehrens zu entwickeln: „Verkehrserziehung vom Kinde aus bedeutet, beim Kinde zu beginnen und es mit allem auszustatten, was es zum kindgerechten, selbstaktiven Hineinwachsen in unsere Verkehrswelt benötigt.“ Das Heranführen der Kinder und Jugendlichen an die gleichberechtigte selbstständige Beteiligung an dem von Erwachsenen erdachten und ausgestalteten Straßenverkehr hat mit Augenmaß und einer sachgerechten Erfolgserwartung zu erfolgen: „Die Vorstellung, man könnte die Verkehrswelt so sicher machen, daß sie für Kinder keine Gefahr mehr darstellt, wäre ebenso wirklichkeitsfremd, wie wenn man glaubte, Kinder könnten zu absolut sicherem Verhalten erzogen werden.“
Der ADAC hat eine Stiftung unter dem Namen ‚Verkehrswelt’ ins Leben gerufen: Diese zieht als mobile Einrichtung durchs Land und will in Form einer interaktiven Verkehrserziehung in Selbstversuchen und Quizrunden das Hineinwachsen in die moderne Verkehrswelt erleichtern. Dabei stehen vor allem Sicherheitsfragen im Vordergrund, wie das Erleben von Verkehrssituationen unter Alkoholeinfluss mit einer „Rauschbrille“ oder Verkehrserfahrungen als sogenannter „Smombi“, eines Menschen, der sich smartphonefixiert und kopfhörerabgeschirmt durch den Verkehr bewegt.

### Verkehrswelt und Umwelt
Verkehrswelt ist von ihrem Charakter her als Produzent von Lärm und Abgasen sowie von Ressourcenverbrauch etc. eine unvermeidliche Zumutung für die Umwelt. Diese ist umso größer, je dichter der Verkehr gerät und je höher sich die Mobilitätsansprüche der Menschen an schnelle und bequeme Ortswechsel oder auch die Nutzung der Verkehrsmittel als Sportgeräte gestalten, wie es Wolf Jobst Siedler in seinem Buch Die gemordete Stadt darstellt. Verkehrswelt im Wandel. Neue Eile überschreibt Thomas Brune seinen Buchbeitrag, in dem er die rapiden Veränderungen der Verkehrswelt in der Zeit des Königreichs Württemberg im 19. und Anfang des 20. Jahrhunderts beschreibt. Sie lässt sich aufgrund der Mentalität und Mobilitätswünsche der Menschen sowie der industriellen Bedeutung der Fahrzeugproduktion für Wirtschaft und Arbeitsplätze offensichtlich nicht vermeiden, ist aber so verträglich wie möglich zu gestalten. Dies wird auf unterschiedlichen Ebenen der Verkehrsgestaltung wie etwa dem Fahrzeugbau, der Stadt- und Straßenplanung oder mit der Aufklärung und Erziehung zu Umweltbewusstsein versucht. Ein bescheidener Weg ist dabei die Abkehr von den Verbrennungsmotoren und die Hinwendung zu naturfreundlicheren Antriebstechniken: „Wie der Aufbruch in eine postfossile Verkehrswelt in Deutschland gelingen kann, zeigen Experten des InnoZ in der Studie ‚Die neue Verkehrswelt‘ im Auftrag des Bundesverbandes Erneuerbare Energie.“ Das „Deutsche Zentrum für Luft- und Raumfahrt“  (DLR) führt regelmäßig Zukunftsstudien zur erwarteten Entwicklung der Verkehrswelt von morgen durch. Dabei geht es um Informationen zur Elektromobilität, zu Umweltfragen und zur Nachhaltigkeit innovativer Ideen, wie sie sich in den Wünschen oder auch Befürchtungen der Befragten darstellen.